# Championnats d'Europe de karaté 1989
Les championnats d'Europe de karaté 1989 sont des championnats internationaux de karaté qui ont eu lieu à Titograd, en Yougoslavie, en 1989. Cette édition a été la 24e des championnats d'Europe de karaté seniors organisés par la Fédération européenne de karaté chaque année depuis 1966. Un total de 370 athlètes provenant de 23 pays y ont participé.

## Résultats

### Épreuves individuelles

#### Kata
| Rang | Pays   | Karatéka       |
| ---- | ------ | -------------- |
| 1    | Italie | Dario Marchini |
| 2    | ?      | ?              |
| 3    | ?      | ?              |

| Rang | Pays      | Karatéka          |
| ---- | --------- | ----------------- |
| 1    | Italie    | Cristina Restelli |
| 2    | Allemagne | Simone Schreiner  |
| 3    | ?         | ?                 |

#### Kumite

##### Kumite masculin
| Rang | Pays   | Karatéka    |
| ---- | ------ | ----------- |
| 1    | France | Damien Dovy |
| 2    | ?      | ?           |
| 3    | ?      | ?           |

| Rang | Pays   | Karatéka    |
| ---- | ------ | ----------- |
| 1    | France | Didier Lupo |
| 2    | ?      | ?           |
| 3    | ?      | ?           |

| Rang | Pays   | Karatéka        |
| ---- | ------ | --------------- |
| 1    | France | Bruno Pellicier |
| 2    | ?      | ?               |
| 3    | ?      | ?               |

| Rang | Pays   | Karatéka |
| ---- | ------ | -------- |
| 1    | Italie | Lentini  |
| 2    | ?      | ?        |
| 3    | ?      | ?        |

| Rang | Pays    | Karatéka         |
| ---- | ------- | ---------------- |
| 1    | Espagne | José Manuel Egea |
| 2    | ?       | ?                |
| 3    | ?       | ?                |

| Rang | Pays   | Karatéka   |
| ---- | ------ | ---------- |
| 1    | France | Marc Pyrée |
| 2    | ?      | ?          |
| 3    | ?      | ?          |

| Rang | Pays     | Karatéka      |
| ---- | -------- | ------------- |
| 1    | Pays-Bas | Dudley Josepa |
| 2    | France   | Serge Tomao   |
| 3    | ?        | ?             |

| Rang | Pays   | Karatéka      |
| ---- | ------ | ------------- |
| 1    | France | Thierry Masci |
| 2    | ?      | ?             |
| 3    | ?      | ?             |

##### Kumite féminin
| Rang | Pays     | Karatéka |
| ---- | -------- | -------- |
| 1    | Pays-Bas | Senff    |
| 2    | ?        | ?        |
| 3    | ?        | ?        |

| Rang | Pays        | Karatéka  |
| ---- | ----------- | --------- |
| 1    | Royaume-Uni | M. Samuel |
| 2    | ?           | ?         |
| 3    | ?           | ?         |

| Rang | Pays   | Karatéka           |
| ---- | ------ | ------------------ |
| 1    | France | Catherine Belrhiti |
| 2    | ?      | ?                  |
| 3    | ?      | ?                  |

## Épreuves par équipe

### Kata par équipe
| Rang | Pays   |
| ---- | ------ |
| 1    | Italie |
| 2    | ?      |
| 3    | ?      |

| Rang | Pays   |
| ---- | ------ |
| 1    | Italie |
| 2    | ?      |
| 3    | ?      |

### Kumite par équipe
| Rang | Pays  |
| ---- | ----- |
| 1    | Suède |
| 2    | ?     |
| 3    | ?     |

| Rang | Pays     |
| ---- | -------- |
| 1    | Finlande |
| 2    | ?        |
| 3    | ?        |